# スタッド・ル・カノンニエ
スタッド・ル・カノンニエ (Stade Le Canonnier) は、ベルギーのエノー州ムスクロンにある多目的スタジアム。主にサッカーの試合で使用されており、サッカークラブ・ロイヤル・エクセル・ムスクロンのホームスタジアムとなっている。収容人数は10,830人。

## ギャラリー

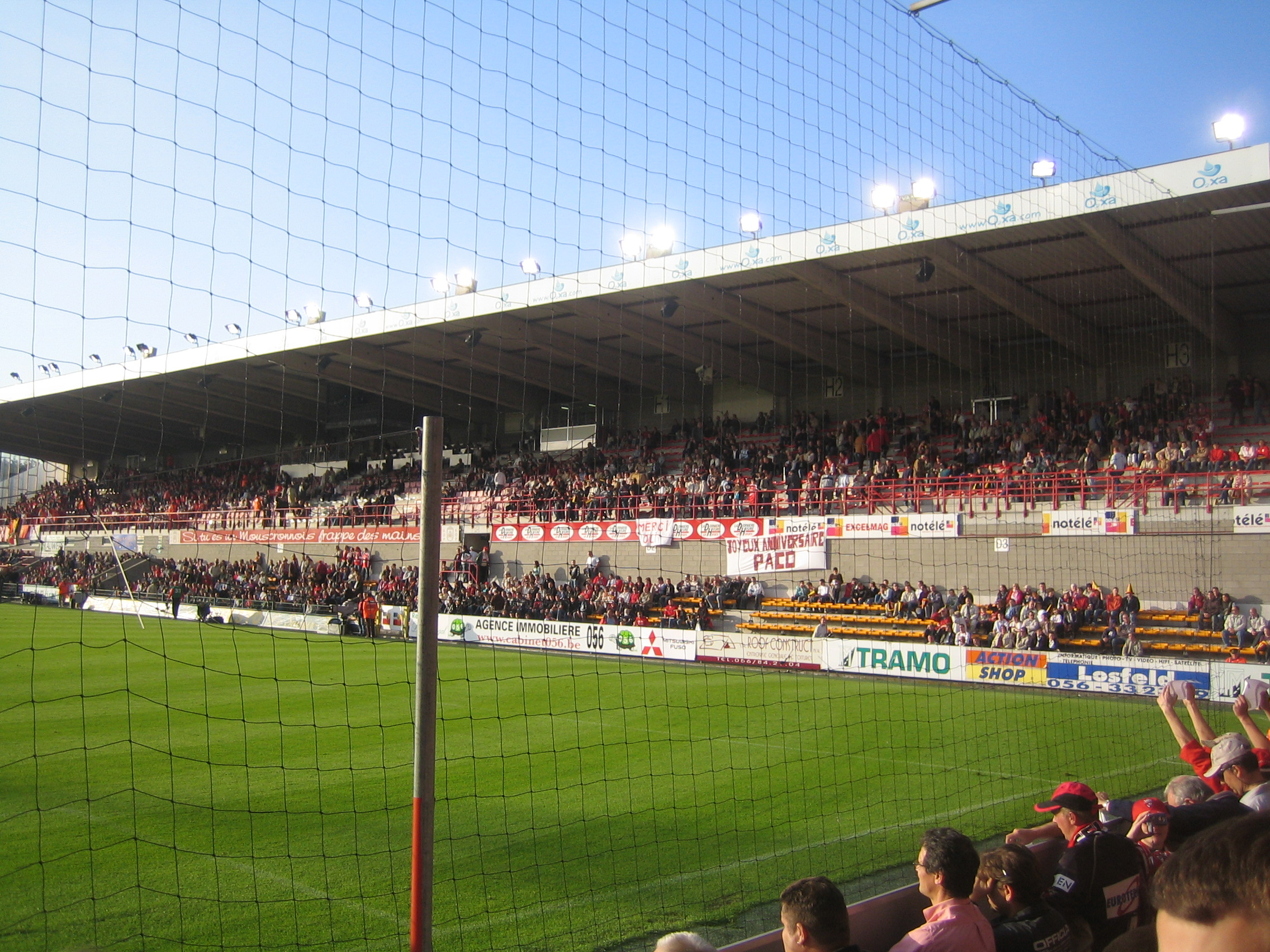
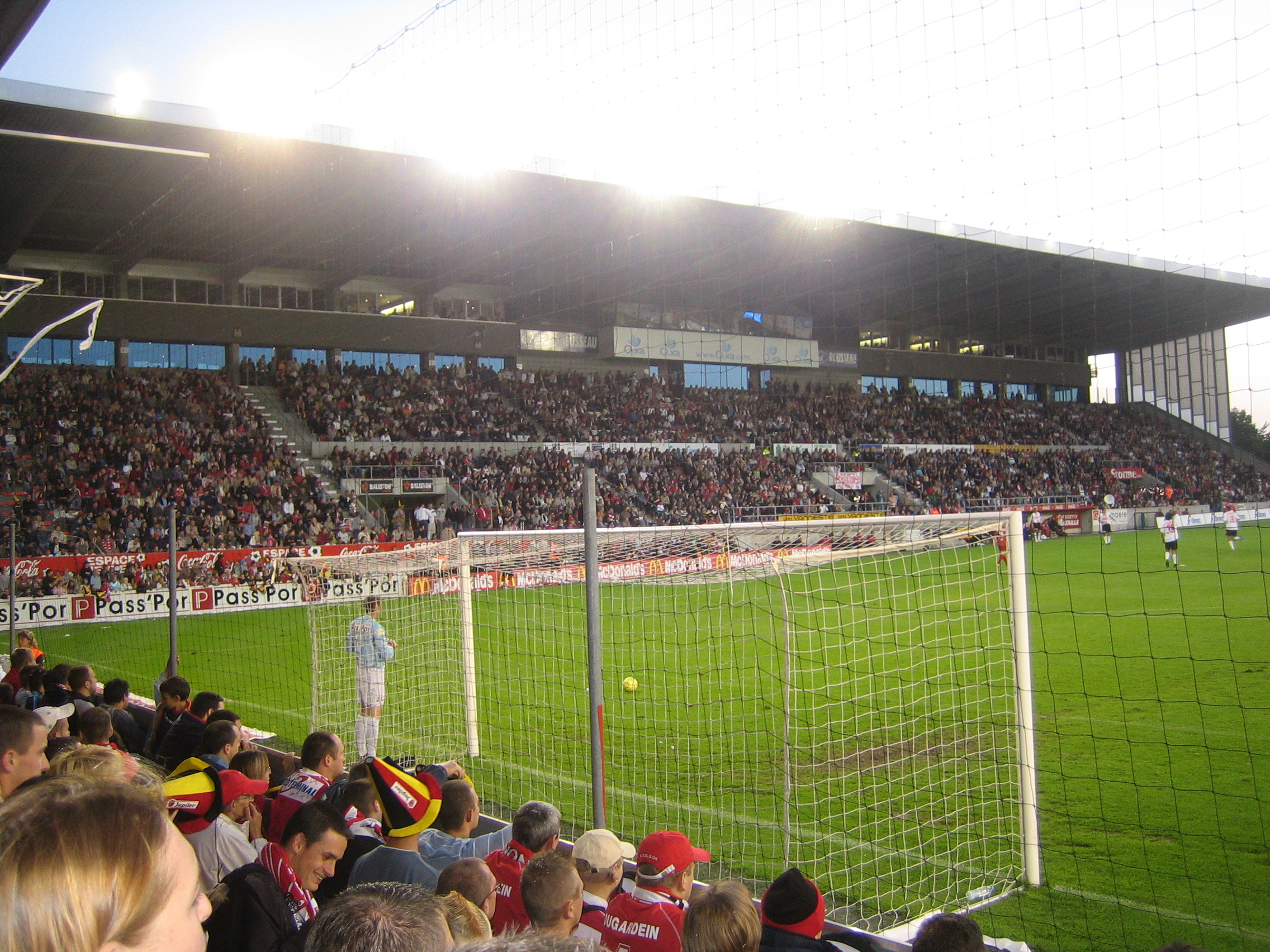
ゴール付近より